# Jeanne d'Arc Vichy-Clermont Métropole Basket
Jeanne d'Arc Vichy-Clermont Métropole Basket es un club de baloncesto francés que surge en 2015 de la fusión del Jeanne d'Arc Vichy de la comuna de Bellerive-sur-Allier y el Stade Clermontois Basket Auvergne, de la ciudad de Clermont-Ferrand. 

## Historia
El club nace de la unión de otros dos clubes emblemáticos, el Jeanne d'Arc Vichy, fundado en 1914, y el Stade Clermontois Basket Auvergne, en 1938 debido al difícil contexto económico de la época y con la finalidad de poder mantener un equipo en la élite.
Disputó su primero partido oficial el 15 de septiembre de 2015, en los treintaydosavos de final de la Copa de Francia ante el JL Bourg Basket, cayendo derrotad por 66-57.

## Trayectoria
| Temporada | Nivel | Liga  | Pos. | Balance | Playoffs         | Copa de Francia  |
| --------- | ----- | ----- | ---- | ------- | ---------------- | ---------------- |
| 2015-16   | 2     | Pro B | 10   | 17-17   |                  | Ronda de 64      |
| 2016-17   | 2     | Pro B | 14   | 14-20   |                  | Ronda de 64      |
| 2017-18   | 2     | Pro B | 12   | 14-20   |                  | Ronda de 64      |
| 2018-19   | 2     | Pro B | 3    | 24-10   | Cuartos de final | Octavos de final |
| 2019-20*  | 2     | Pro B | 13   | 10-13   |                  | Ronda de 128     |
| 2020-21   | 2     | Pro B | 11   | 16-18   |                  | Ronda de 32      |
| 2021-22   | 2     | Pro B | 8    | 17-17   | Semifinales      | Octavos de final |
| 2022-23   | 2     | Pro B | 8    | 17-17   | Cuartos de final | Ronda de 128     |

*La temporada fue cancelada debido a la pandemia del coronavirus.